# Tivernon
Tivernon ist eine französische Gemeinde mit 282 Einwohnern (Stand 1. Januar 2022) im Département Loiret in der Region Centre-Val de Loire. Sie gehört zum Kanton Pithiviers und zum Arrondissement Pithiviers. 
Sie grenzt im Nordwesten an Poinville, im Norden an Toury, im Osten an Chaussy, im Südosten an Oison, im Süden an Lion-en-Beauce und im Südwesten an Santilly.

## Bevölkerungsentwicklung
| Jahr      | 1962 | 1968 | 1975 | 1982 | 1990 | 1999 | 2007 | 2018 |
| --------- | ---- | ---- | ---- | ---- | ---- | ---- | ---- | ---- |
| Einwohner | 342  | 283  | 247  | 226  | 239  | 223  | 236  | 286  |